# João de Lucca
João Bevilaqua de Lucca (Rio de Janeiro, 6 januari 1990) is een Braziliaans zwemmer. 

## Carrière
De Lucca maakte zijn internationale debuut tijdens de wereldkampioenschappen zwemmen 2011 in Shanghai waar hij 14e eindigde op de 4x200 meter vrije slag. Op de Wereldkampioenschappen kortebaanzwemmen 2014 in Doha behaalde hij samen met Cesar Cielo, Etiene Medeiros en Larissa Oliveira brons op de 4x50m vrije slag gemengd. 
Tijdens de Pan-Amerikaanse Spelen 2015 in Toronto behaalde de Lucca drie gouden medailles: individueel was hij de beste op de 200 meter vrije slag. Hij maakte ook deel uit van de Braziliaanse estafetteploegen die goud wonnen op zowel de 4x100m als de 4x200m vrije slag.

## Internationale toernooien
| Jaar | Olympische Spelen | WK langebaan                                                                                | WK kortebaan | PanPacs                                                      | Pan-Ams                                                 |
| ---- | ----------------- | ------------------------------------------------------------------------------------------- | --- | ------------------------------------------------------------ | ------------------------------------------------------- |
| 2011 |                   | 14e 4x200m vrije slag                                                                       | |                                                              | geen deelname                                           |
| 2012 | geen deelname     |                                                                                             | geen deelname |                                                              |                                                         |
| 2013 |                   | 11e 4x200m vrije slag                                                                       | |                                                              |                                                         |
| 2014 |                   |                                                                                             | 7e 100m vrije slag · 19e 200m vrije slag · 8e 4x100m vrije slag · 6e 4x200m vrije slag · 4x50m wisselslag · De Lucca zwom enkel de series · 4x50m vrije slag gemengd | 7e 100m vrije slag · 11e 200m vrije slag · 4x100m vrije slag |                                                         |
| 2015 |                   | 16e 200m vrije slag 4e 4x100m vrije slag 15e 4x200m vrije slag 9e 4x100m wisselslag gemengd | |                                                              | 200m vrije slag · 4x100m vrije slag · 4x200m vrije slag |